# S.A. van der Aa Kühle
Søren Anton van der Aa Kühle (27. oktober 1849 i Aalborg – 12. april 1906 i København) var en dansk officer, brygmester og direktør for Gamle Carlsberg, bror til F.E. van der Aa Kühle.
Kühle var søn af premierløjtnant, senere oberst Nicolai Seyer Kühle (1815-1883) og Margrethe Emilie født Kofoed (1828-1900). Efter at have gået på Sorø Akademi kom Kühle ind på Hærens Officersskole og blev nitten år gammel sekondløjtnant, udtrådte 1876 af Hæren og fik 1887 kaptajns karakter. Han lærte brygning hos Carl Wiibroe i Helsingør, hvis datter han ægtede. 4. december 1875 blev han gift i Helsingør med Johanne Emilie Wiibroe (27. marts 1851 i Helsingør – 2. oktober 1933 på Montebello).
Kühle var i en årrække bestyrer af Bryggeriet Rabeshave, indtil han 1. april 1879 blev ansat på Gamle Carlsberg. Allerede året efter udpegede brygger J.C. Jacobsen ham som sin efterfølger i en kontrakt, der blev underskrevet 18. maj 1880, men skulle gælde fra 1. oktober 1881. Kühle blev ansat som driftsbestyrer med titel af direktør under Jacobsens overledelse på de betingelser, at han skulle være eneste leder af bryggeriets drift efter stifterens død, og at han ledede bryggeriet efter de i Jacobsens testamente fastsatte grundsætninger: Uden skelen til øjeblikkelig fordel at holde fabrikationen på højeste kvalitative stade. 
Efter Jacobsens død 1887 overtog Kühle derfor ledelsen, fra 1901 som overdirektør, og arbejdede i nær forbindelse med bryggeriets nye ejer, Carlsbergfondet. Hans mål var at fortsætte i Jacobsens ånd, ikke blot ved tekniske forbedringer, men også ved at være en administrativ og erhvervsmæssig fornyer. Han havde sammen med Emil Christian Hansen ført dennes grundlæggende videnskabelige arbejde ud i praktisk anvendelse, bl.a. ved konstruktionen af et rendyrkningsapparat for gær. Kühle så tydeligt, at man ikke kunne nøjes med at fastholde princippet om, at "det gode skulde sælge sig selv", for på grund af tidens øgede konkurrence måtte der søges andre metoder. Dette burde ikke mindst ske af hensyn til Carlsbergfondet, hvis formue burde skærmes fra økonomiske rystelser. Kühle beretter selv, at han med støtte fra fondets formand, professor Edvard Holm, nærmede sig Ny Carlsberg, som dengang var den nærmeste konkurrent, og brygger Carl Jacobsen udtalte, at Carlsberg Bryggerierne ikke burde være konkurrenter, men forbundne. Denne udfordring blev elegant løst, da Carl Jacobsen gjorde alvor af sin gamle tanke om at skænke sit bryggeri til Carlsbergfondet. Samtidig oprettede han Ny Carlsbergfondet (20. januar 1902). Æren herfor tilkommer naturligvis alene Carl Jacobsen, men Kühle var som mellemand og forhandler en vigtig formidler. Udtalelser fra Carl Jacobsen tyder på, at Kühle spillede en nøglerolle i Jacobsens tidlige beslutning om at overdrage sit livsværk til faderens fond.
Kühle var på alle måder engageret i processen med at samle bryggerierne i en helhed. Bestræbelsen for at bringe konkurrencen ind under ordnede former førte ham yderligere til at optage forhandlinger med andre bryggerier — forhandlinger, som førte til forskellige overenskomster til begrænsning af den usunde og tøjlesløse konkurrence, bl.a. samarbejdsaftalen med De forenede Bryggerier af 1903. Carlsbergfondets direktion gav over for Kühle ved hans 25 års jubilæum 1904 udtryk for sin anerkendelse af den store betydning, hans virke havde for fondet, og udtalte i sit brev til ham, at hans navn var uløseligt forbundet med Carlsbergs historie. Kühle fik et smukt eftermæle. Som hans fremtrædende egenskaber nævnes mandighed, klogskab, retsind og ridderlighed. 
1894 blev han Ridder af Dannebrog.
Kühle købte i 1897 Aldershvile i Bagsværd, som han dog allerede solgte tre år senere. I 1903 flyttede han og familien ind i villa Solbakken i Valby.
Han er begravet på Vestre Kirkegård.
Der findes malerier af Kühle af Otto Haslund i Carlsberg Laboratorium og af Luplau Janssen på Carlsberg. Buste af Max Andersen, rejst 10. november 1937 på 90-årsdagen for den første brygning på Carlsberg, i mindehallen på bryggerierne.